# Afàsia de Wernicke

Esquema anatòmic del cervell, s'hi observa:
Àrea de Wernicke
Àrea de Broca
Gir angular
Gir supramarginal
Còrtex auditiu primari

L'afàsia de Wernicke o afàsia receptiva és un trastorn del llenguatge que consisteix en la incapacitat per comprendre i repetir el llenguatge parlat, producte d'una lesió en una àrea del lòbul temporal del cervell encarregada de traduir la informació sensorial auditiva en unitats de significat. L'anatomista alemany Carl Wernicke va identificar aquesta àrea incloent-la el 1874 en el que es considera la primera teoria neurolingüística, raó per la qual aquesta àrea és anomenada en honor seu.

## Marc històric
El 1863 Paul Broca informa de 25 casos d'alteracions en la parla associades a lesions en l'hemisferi esquerre del cervell, a l'àrea actualment coneguda com a àrea de Broca. Broca proposa que aquesta àrea localitzada a la circumvolució frontal inferior esquerra és l'encarregada de coordinar l'articulació del llenguatge. A l'alteració del llenguatge associada amb aquesta àrea la va anomenar primer com afèmia, tot i que posteriorment s'ha adoptat el terme afàsia. L'impacte dels treballs de Broca va impulsar l'estudi de les bases anatòmiques del llenguatge, la qual cosa va conduir Wernicke el 1874 a publicar el seu treball on proposa l'existència d'un centre per a les imatges auditives de les paraules; i que la seva lesió causaria una alteració en la comprensió dels mots.
Wernicke va estudiar una sèrie de pacients amb danys al lòbul temporal, en una zona molt propera a la descoberta per Paul Broca. Aquest darrer autor havia demostrat temps abans que la zona que va passar a denominar-se àrea de Broca, situada al lòbul frontal esquerra era l'encarregada de produir el llenguatge. L'autor alemany va discrepar amb la teoria de Broca, i va demostrar que aquesta àrea no era l'única zona implicada en la producció del llenguatge, atès que una lesió a l'àrea de Wernicke provocava símptomes diferents dels descoberts per Broca: el pacient era incapaç per comprendre i repetir el llenguatge parlat, però sí eren capaços de parlar, és a dir, d'emetre sons mitjançant el moviment de certs músculs. Una lesió a l'àrea de Wernicke no produeix cap afecció a l'oïda ni paràlisi de cap mena.

## Model de Wernicke

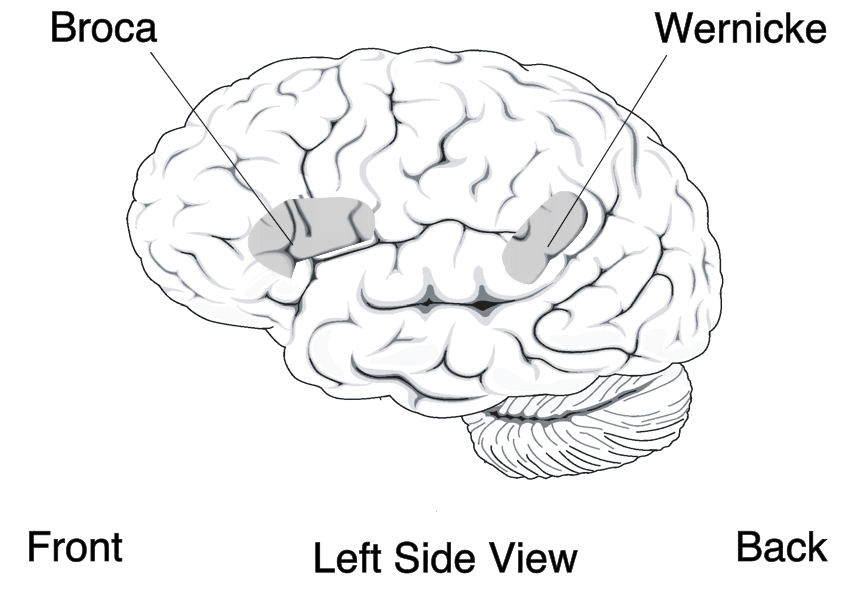
Ubicació anatòmica de les àrees de Broca i de Wernicke.

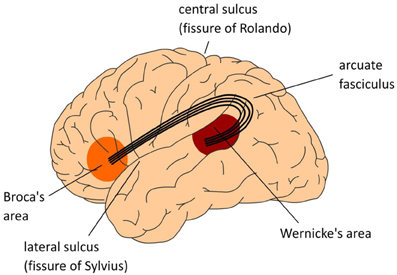
Connexió entre les àrees de Broca i de Wernicke pel fascicle arquejat.

Amb base en la seva investigació, Wernicke va desenvolupar el primer model connexionista de les bases neuronals del llenguatge. Segons aquest model el llenguatge és el producte d'una sèrie de centres i de connexions entre aquests centres. Els centes es corresponen amb l'àrea de Wernicke (centre de les imatges auditives de les paraules), i amb l'àrea de Broca (centre de les imatges motores de les paraules). Estant aquests dos centres connectats entre si per mitjà del fascicle arquejat. Al seu model assenyala que la via sensorial procedent dels receptors auditius fins al còrtex auditiu, i la via motora procedent del còrtex i dirigida als òrgans que formen l'aparell fonador també formarien part del model.
Segons Wernicke els éssers humans serien capaços de parlar perquè:
1. Els estímuls auditius serien captats a les orelles i transformats en impulsos nerviosos que arribarien fins al lòbul temporal.
2. Aquests impulsos arribarien fins a l'àrea de Wernicke, situada justament en aquest lòbul i passarien fins a l'àrea de Broca a través del fascicle arquejat.
3. A l'àrea de Broca s'hi crearia una representació dels moviments necessaris per a la parla i s'enviaria un senyal als músculs implicats (cara, llengua, boca) perquè es produís el resultat desitjat.

## Prediccions del model de Wernicke
Gràcies a aquest model, Wernicke prediu un altre tipus d'afàsia, la denominada afàsia de conducció, que es produiria quan hi hagués una interrupció en la conducció de senyals entre l'àrea de Broca i la de Wernicke, causada per una lesió al fascicle arquejat. L'autor no va pas trobar cap exemple d'aquesta mena d'afàsia però actualment està documentada i s'ha demostrat que la hipòtesi de l'alemany fou encertada.

## Característiques de l'afàsia de Wernicke
Les característiques principals de l'afàsia de Wernicke són una comprensió de la parla deficient i la producció d'una parla sense sentit. Al contrari que amb l'afàsia de Broca, la parla és fluïda i no elaborada, el subjecte no s'esforça a produir les paraules, però introdueix parafàsies fonèmiques i semàntiques. Es manté la línia melòdica, amb inflexions i deflexions normals de la veu. En sentir parlar un pacient amb afàsia de Wernicke fa la impressió de ser gramatical. És a dir, el subjecte fa servir paraules funcionals, temps verbals complexos i oracions subordinades. Tanmateix, fa ús de poques paraules amb contingut, i les paraules filades manquen de sentit. El llenguatge es caracteritza per la logorrea. En situacions extremes la parla es deteriora tant que es converteix en un argot inintel·ligible. Els pacients mostren un escàs grau de comprensió del llenguatge parlat, i un fet remarcable referent a les persones amb aquest tipus d'afàsia és que sovint no semblen conscients del seu dèficit. Tampoc no se sorprenen pel que senten dels altres, tot i que és obvi que no poden comprendre el que senten. Mantenen les convencions socials, i parlen malgrat no comprendre el que se'ls diu. Tot i que continuen sent sensibles a l'expressió facial i al to de veu d'altres persones, per exemple comencen a parlar després de la inflexió que acompanya a una pregunta. La capacitat per repetir paraules i frases es troba alterada. També és freqüent l'alteració de la lectura i l'escriptura, els pacients presenten dificultats per associar paraules escrites amb llur significat o so, en casos extrems presenten dificultats per identificar lletres i el reconeixement de les lletres pel seu nom. El pacient amb afàsia de Wernicke pot escriure amb facilitat, però amb un argot paragràfic fluent, amb estructures semblants a les que presenta al llenguatge parlat.
Les característiques bàsiques de l'afàsia de Wernicke són:
1. Comprensió auditiva alterada
2. Llenguatge fluid amb parafàsies fonèmiques i semàntiques
3. Articulació i prosòdia normals
4. Alteració de la repetició i denominació
5. Lectura i escriptura alterades de manera semblant al llenguatge parlat

## Correlació anatomopatològica
Hi ha una associació consistent entre l'afàsia de Wernicke i les lesions al terç posterior de la circumvolució temporal superior (àrea de Wernicke o àrea 22 de Brodmann). En aquesta mena de lesions sovint s'hi inclou el còrtex auditiu primari, àrees del lòbul parietal incloent-hi el gir angular o el gir supramarginal i possiblement la substància blanca.